# Скелос, Дин
Дин Джордж Ске́лос (англ. Dean George Skelos; род. 16 февраля 1948, Роквилл-Сентр, Нью-Йорк, США) — американский юрист и политик-республиканец, член Сената штата Нью-Йорк (1985—2015), лидер большинства Сената штата Нью-Йорк (2008, 2009, 2011—2015), и. о. вице-губернатора штата Нью-Йорк (2008). Первый грек, избранный в Легислатуру штата Нью-Йорк, и второй выходец с Лонг-Айленда, занимавший пост лидера большинства. Лауреат Почётной медали острова Эллис (2002).
В 2015 году был осуждён по обвинению в коррупции, в 2016 году приговорён к пяти годам лишения свободы. Суд разрешил Скелосу оставаться на свободе до завершения апелляционной процедуры. В 2017 году обвинительный приговор был отменён. Повторное слушание дела было назначено на июнь 2018 года. В октябре был приговорён к 4 годам и 3 месяцам тюрьмы.
Активный деятель греческой диаспоры. Член Американо-греческого прогрессивного просветительского союза (AHEPA). Член Ордена святого апостола Андрея, носит оффикий (титул) архонта иеромнимона Вселенского Патриархата Константинополя (с 2011 года).

## Биография
Родился в греческой семье. Старший из четырёх детей. Его дед иммигрировал в США из Греции.
В 1966 году окончил среднюю школу.
Окончил Вашингтонский колледж со степенью бакалавра истории (1970) и Школу права Фордемского университета со степенью доктора права (1975).
В 1994—2015 годах занимался юридической практикой, работая в компании «Ruskin Moscou Faltischek, P.C.». В 2016 году был лишён соответствующей лицензии после осуждения за совершение фелонии.
В 2011 году Сенат и Палата представителей Нью-Йорка приняли инициированную Дином Скелосом, Майклом Джианарисом, Аравеллой Симотас и Николь Маллиотакис резолюцию в поддержку религиозной свободы для Вселенского Патриархата Константинополя. В резолюции, являющейся частью инициированного в 2006 году Орденом святого апостола Андрея проекта «Religious Freedom Resolutions», содержится призыв к правительству Турции уважать религиозные свободы и права греческого православного меньшинства в преимущественно мусульманской стране после десятилетий юридических споров, конфискации имущества и закрытия в 1971 году единственной православной духовной семинарии в Турции — Халкинской богословской школы.
Будучи сенатором, выступал против закона об однополых браках.

## Личная жизнь
Женат, имеет сына.